# Saint-Jean-de-Védas
Saint-Jean-de-Védas – miejscowość i gmina we Francji, w regionie Oksytania, w departamencie Hérault.
Według danych na rok 1990 gminę zamieszkiwało 5390 osób, a gęstość zaludnienia wynosiła 418 osób/km² (wśród 1545 gmin Langwedocji-Roussillon Saint-Jean-de-Védas plasuje się na 52. miejscu pod względem liczby ludności, natomiast pod względem powierzchni na miejscu 610.).